# Lockhorst
Lockhorst is een huis en een landgoed in Leusden, in de Nederlandse provincie Utrecht. De naam Lockhorst komt mogelijk van Lok, een afgesloten ruimte, en van -horst, een met kreupelhout begroeid hoger gelegen stuk grond. Het ligt ten oosten van de Heiligenbergerbeek.

## Geschiedenis
Lockhorst was eerst een kasteel en een ridderhofstad. De ridderhofstad lag ten zuiden van de Hohorst, de latere buitenplaats Heiligenberg. Het versterkte huis bevond zich op een rond eiland met een middellijn van bijna 40 m op de rechteroever van de Heiligenbergerbeek direct ten noordoosten van het tegenwoordige landhuis. Het verhoogde terrein wordt omgeven door een sterk verlande gracht, gevoed door de Heiligenbergerbeek.
Karel de Grote schonk de Hohorst en omstreken in 777 aan de kerk van St. Maarten te Utrecht. De Utrechtse bisschop Ansfried stichtte er in 998 een klooster. Hierdoor kreeg de heuvel de naam Heiligenberg. In 1054 verhuisde het klooster naar Utrecht en werd daar de Benedictijner Paulusabdij. Het klooster werd een uithof van deze abdij.
Lockhorst wordt voor het eerst in 1254 genoemd, als curtis of hof van de St. Paulusabdij, en werd samen met het dagelijks gerecht in leen gehouden door Adam van Lockhorst. Behalve de hof en heerlijkheid Lockhorst bezaten de Van Lockhorsten goederen te Leusden, de tienden in Eemnes, Eembrugge en het Woud, bij Woudenberg, en de lagere jurisdictie te Soest, Hees, Emiclaer en Scherpenzeel.
Door huwelijk kreeg de familie Van Lockhorst in de 14e eeuw de heerlijkheid Sliedrecht in haar bezit. De familie verhuisde in de tweede helft van de 15e eeuw naar Leiden, waar ze het Huis Lockhorst bewoonde en een prominente rol in de stadspolitiek speelde. Op de plaats van het voormalige Huis Lockhorst staat nu nog de Lokhorstkerk.
Herman van Lockhorst, deken van de kerk van Oudmunster, verpachtte in 1507 syn erve ende bouwynge tot Lochorst voor 16 jaar aan Aelbert Wouters. Aelbert zou terzijde worden gestaan door een tuinman, die voor de willigen, pappelioenen, eyken, eeschen, elsen, appelen, peren, prumen ofte kersen op het terrein moest zorgen. Pappelioenen waren populieren.
De familie verkreeg in 1511 door erfenis het kasteel Oud-Teilingen bij Warmond. Op dit kasteel, dat later ook de naam Lockhorst kreeg, zou de familie zich vestigen. Daarnaast bezat ze vanaf 1578 de ridderhofstad Lievendaal in Amerongen. In 1536 behoorde Lockhorst tot de eerste groep huizen die door de Staten van Utrecht als ridderhofstad werden erkend. Nadat de familie Van Lockhorst in 1595 met de dood van de Spaansgezinde Vincent van Lockhorst in mannelijke lijn was uitgestorven, vererfde Lockhorst op de families Van Arkel, van Mathenesse en vervolgens op van Beieren-Schagen.
De ridderhofstad werd in 1641 getaxeerd op 5.000 gulden, de landerijen op 10.500 gulden. Verder behoorde om Lockhorst tot het goed nog ongeveer 125 morgen heetveld: heide. De geringe waarde lijkt erop te wijzen dat het kasteel toen al was verdwenen. In 1702 werd het goed aan jonker Johan Adolph van Renesse verkocht, die door het bezit ervan in 1709 in de Ridderschap van Utrecht werd ingeschreven. Bij de verkoop werd het omschreven als de Ridderhofstad en huijsinge genaemt Lockhorst met omtrent veertich morgen landts daer toe behorende, oock sijne vordere timmeringen, bepotingen en beplantingen daerop staende.
Van 1767 tot 1927 was het landgoed bezit van de familie Van Hardenbroek waarvan een tak daarna de naam Van Hardenbroek van Lockhorst ging voeren; deze tak van het geslacht met die naam stierf in 2000 uit. In 1927 kocht jkvr. Elisabeth Bicker (1895-1983), uit het Amsterdamse regentengeslacht, het landgoed en zij liet er een jaar later een nieuw huis bouwen; het Lockhorsterbos ging over naar Stichting Het Utrechtsch Landschap. Zij was in 1924 na echtscheiding getrouwd met de officier Charles Catharinus Pels Rijcken (1878-1955), kleinzoon van de minister van Marine en haar echtgenoot overleed op het huis. Ook zijzelf overleed na 55 jaar op het in haar opdracht gebouwde huis waarna nageslacht van haar het ging bewonen.
In 1717 stonden op het terrein een boerderij met hooiberg, schuur, schaapskooi en bakhuis. Cornelis Pronk, omstreeks 1730 op zoek naar de ridderhofstad, legde bij gebrek aan een landhuis genoemde boerderij met de tekenstift vast. Deze krukhuisboerderij is waarschijnlijk in de eerste helft van de 17e eeuw zijn gebouwd. Rond 1885 verrees een nieuw huis, in 1909 omschreven als Het heerenhuis Lockhorst met stal en garage, met centrale verwarming, benevens koepel, schuitenhuis, schuttingen, perzikenbomen, bakken, bosschen, tuin en bouwlanden. Dit landhuis werd in 1928 afgebroken en vervolgens werd door de architect Klijnstra uit Amersfoort het tegenwoordige landhuis in de voor de jaren 30 van de 20e eeuw typerende stijl gebouwd.

## Verwijzingen en voetnoten
- Dit kasteel op de website Nederlandse Middeleeuwse Kastelen
- kasteleninutrecht.eu. Lockhorst.
- Jacobus Craandijk geciteerd op de DBNL. Wandelingen door Nederland met pen en potlood, In den omtrek van Amersfoort. Oud-Leusden. - Lockhorst. - de Heilige Berg.

Kasteel Ter Aa (Breukelen) ·
Aastein ·
Slot Abcoude ·
Amaliastein ·
Nieuw-Amelisweerd ·
Oud-Amelisweerd ·
Kasteel Amerongen ·
Kasteel Batestein (Harmelen) ·
Kasteel Batestein (Vianen) · 
De Beest ·
Bergestein ·
Beverweerd ·
Blasenburg ·
Blikkenburg ·
Blommesteyn ·
Bolenstein ·
Bolsweerd ·
Bottestein ·
Kasteel Broekhuizen ·
Bruinenburg ·
Huis Cammingha ·
Clarenborg ·
Coelhorst ·
De Batau ·
Dompselaer ·
Huis Doorn ·
Drakenburg (kasteel) ·
Drakensteyn ·
Kasteel Duurstede ·
Huis Ter Eem ·
Eijkelenburg ·
Emmickhuizen ·
Den Engh ·
Essenstein ·
Everstein (Everdingen) ·
Everstein (Jutphaas) ·
Den Eyck ·
Galesloot ·
Kasteel Geerestein ·
Gildenborgh ·
Kasteel Ten Goye ·
Grauwert ·
Grijpestein ·
Groenestein (Langbroek) ·
Kasteel Groeneveld (Baarn) ·
Groenewoude (Woudenberg) ·
Gunterstein ·
Kasteel de Haar ·
Kasteel Hagestein ·
Hamtoren ·
Kasteel Hardenbroek ·
Huis Harmelen ·
Ridderhofstad Heemstede ·
Kasteel Heemstede ·
Heimenberg ·
Heimerstein ·
Huis Herlaar ·
Ter Heul ·
Heulestein ·
Hindersteyn ·
Kasteel Ter Horst (Achterberg) ·
Isselt ·
Kasteel IJsselstein ·
Jagenstein ·
Kersbergen ·
Killestein ·
Kronenburg (kasteel) ·
Kasteel Levendaal ·
Lichtenberg (Woudenberg) ·
Lievendaal (Amerongen) ·
Landgoed Linschoten ·
Kasteel Linschoten ·
Lockhorst ·
Kasteel Loenersloot ·
Kasteel Lunenburg ·
Huis Maarsbergen ·
Marckenburg ·
Ter Meer ·
Ter Mey (Haarzuilens) ·
Huis te Mijdrecht ·
Huis te Mijnden ·
Kasteel Moersbergen ·
Kasteel Montfoort ·
Natewisch ·
Te Nesse ·
Kasteel Nijenrode ·
Nijenstein ·
Nijeveld ·
Noordwijk (Langbroek) ·
Huis te Oosterwijk ·
Oostwaard (Utrecht) ·
Op de Bol ·
Oud-Broekhuizen ·
Ridderhofstad Oudaan ·
Huis Oudegein ·
Oudenhorst ·
Plettenburg (kasteel) ·
Huis De Polle ·
Prattenburg ·
Kasteel Putkop ·
Randenbroek (park) ·
Remmerstein ·
Kasteel Renswoude ·
Rhijnauwen ·
Kasteel Rhijnestein ·
Huis Riebeek ·
Kasteel Rijnenburg ·
Rijnestein ·
Rijneveld ·
Kasteel Rijnhuizen ·
Rijningen ·
Huis Rijnsweerd ·
Rijpickerwaard · 
Kasteel Rijsenburg ·
De Roetert ·
Rumelaar ·
Kasteel Ruwiel ·
Royestein ·
Kasteel Sandenburg ·
Kasteel Schalkwijk ·
Kasteel Schonauwen ·
Schurenburg ·
Snaafburg ·
Snellenburg ·
Paleis Soestdijk ·
Steenhuis (Lopik) ·
Kasteel Sterkenburg ·
Stormerdijk ·
Landgoed Stoutenburg ·
Ten Massche ·
Valkenburg (Rhenen) ·
Huis te Velde ·
Kasteel Veldenstein ·
Hofstede te Vliet ·
Huis te Vleuten ·
Huis te Vliet (Lopik) ·
Huis te Vliet (Oudewater) ·
Vogelpoel ·
Huis te Voorn ·
Vredelant ·
Vronestein ·
Vuijlcop ·
Kasteel Walenburg ·
Wayenstein (Amerongen) ·
Kasteel Weerdenburg ·
Weerdesteyn ·
Weerestein ·
Hof ter Weyde ·
Wickenburgh ·
Wijnestein ·
Wiltenburg (Utrecht) ·
Kasteel van Woerden ·
Huis Woudenberg ·
Huis te Woudenberg (I) ·
Huis te Woudenberg (II) ·
Wulven ·
Kasteel Oud-Wulven ·
Wulvenhorst ·
Slot Zeist ·
Kasteel Zuilenburg ·
Zuileveld ·
Slot Zuylen ·
Huis Zuylenstein